# Bielorrusia en los Juegos Europeos
Bielorrusia en los Juegos Europeos está representada por el Comité Olímpico Nacional de Bielorrusia, miembro de los Comités Olímpicos Europeos. Ha obtenido un total de 112 medallas: 34 de oro, 27 de plata y 51 de bronce.

## Medalleros

### Por edición
| Evento        | Oro | Plata | Bronce | Total |
| ------------- | --- | ----- | ------ | ----- |
| Bakú 2015     | 10  | 11    | 22     | 43    |
| Minsk 2019    | 24  | 16    | 29     | 69    |
| Cracovia 2023 | –   | –     | –      | –     |
| TOTAL         | 34  | 27    | 51     | 112   |

### Por deporte
| Evento         | Oro | Plata | Bronce | Total |
| -------------- | --- | ----- | ------ | ----- |
| Atletismo      | 3   | 4     | 0      | 7     |
| Baloncesto 3x3 | 0   | 0     | 2      | 2     |
| Boxeo          | 1   | 2     | 0      | 3     |
| Ciclismo       | 4   | 0     | 3      | 7     |
| Gimnasia       | 7   | 4     | 17     | 28    |
| Judo           | 1   | 0     | 0      | 1     |
| Karate         | 0   | 0     | 2      | 2     |
| Lucha          | 4   | 4     | 7      | 15    |
| Natación       | 0   | 1     | 0      | 1     |
| Piragüismo     | 8   | 2     | 5      | 15    |
| Sambo          | 5   | 6     | 11     | 22    |
| Tenis de mesa  | 0   | 1     | 0      | 1     |
| Tiro           | 1   | 1     | 3      | 5     |
| Tiro con arco  | 0   | 2     | 1      | 3     |
| TOTAL          | 34  | 27    | 51     | 112   |